# Mariana Karepova
Mariana Karepova (* 1969) ist Hauptdirektorin für europäische und internationale Angelegenheiten des Europäischen Patentamts und in dieser Funktion Hauptberaterin des Präsidenten António Campinos sowie Mitglied des Managementberatungsausschusses des Europäischen Patentamts.

## Leben
Karepova studierte an der Staatlichen Pädagogischen Universität Moskau Slawistik und Literatur und ab 1990 an der Universität Wien Volkswirtschaftslehre mit dem Schwerpunkt österreichische und europäische Wirtschafts- und Innovationspolitik. Nach dem Universitätsabschluss absolvierte sie postgraduale Lehrgänge am Massachusetts Institute of Technology und an der London School of Economics and Political Science.
Ihre berufliche Laufbahn begann sie 1997 im Wirtschaftsbereich der Arbeiterkammer und wechselte 2000 nach Brüssel, um bei der EU-Kommission neben Tätigkeiten im Europäischen Parlament an Verhandlungen zur Osterweiterung der EU durch die Koordination der Verhandlungen mit den Beitrittskandidaten im Bereich der Finanzkontrolle mitzuwirken.
Zwischen 2003 und 2011 war Karepova zunächst beim Forschungsförderungsfonds (FFF) als kaufmännische Projektgutachterin und danach bei der Forschungsförderungsgesellschaft (FFG) in der Stabsstelle Strategie an der Entwicklung von neuen Förderprogrammen wie z. B. dem Innovationsscheck, der Evaluierungen der Fördermaßnahmen und der Internationalisierung beteiligt.
Von 2011 bis 2015 war sie im Kabinett von Doris Bures und Alois Stöger im Bundesministerium für Verkehr, Innovation und Technologie (bmvit) für die Agenden Forschung, Technologie, Geistiges Eigentum, Industrie und Wirtschaftspolitik sowie für das Patentamt zuständig.
Sie wurde am 1. November 2015 von Bundesminister Alois Stöger zur Präsidentin des Österreichischen Patentamtes ernannt. Damit übernahm sie die Agenden von Christian Weissenburger, dem Leiter der Präsidialsektion im Bundesministerium für Verkehr, Innovation und Technologie, der das Patentamt ab April 2015 nach Ablauf der Bestellungsperiode des ihm bis dahin unterstellten Friedrich Rödler interimistisch geleitet hat. Karepova war die erste Frau in dieser Funktion.
Fast gleichzeitig hat Karepova am 1. Oktober 2015 die Position der stellvertretenden Vorsitzenden des Vereins „Industrie 4.0 Österreich - die Plattform für intelligente Produktion“ übernommen, dessen Ziel es ist, zukünftige Entwicklungen und Innovationen in der industriellen Produktion für die beteiligten Kreise optimal zu nutzen (Gründungsmitglieder: Industriellenvereinigung, Kammer für Arbeiter und Angestellte, Gewerkschaft PRO-GE, Fachverband der Maschinen, Metallwaren- und Gießerei-Industrie und Fachverband der Elektro- und Elektronikindustrie).
Für die Funktionsperiode März 2023 bis Februar 2028 wurde sie vom Senat der TU Graz als Universitätsrätin und von den Universitätsratsmitgliedern zur stellvertretenden Vorsitzenden des Universitätsrates der Technischen Universität Graz gewählt.
Am 1. Juli 2023 wurde Karepova Hauptdirektorin für Europäische und internationale Angelegenheiten des Europäischen Patentamts.